# Wojciech Jabłoński
Wojciech Jabłoński (ur. 13 lipca 1977 w Warszawie) – polski multiinstrumentalista, kompozytor i producent muzyczny znany z działalności w zespołach Kult, Buldog, Buzu Squat oraz Kasia i Wojtek, a także współpracy z Kazikiem Staszewskim.

## Życiorys
W latach 2000–2003 był członkiem zespołu Buzu Squat. W latach 2004–2011 był członkiem zespołu Buldog.
Od 2008 roku nieprzerwanie jest gitarzystą zespołu Kult.
Brał także udział w nagraniach solowych albumów Kazika.
W styczniu 2020 rozpoczął pracę nad solowym projektem muzycznym promującym młode talenty iWojtek. W projekcie występuje w roli kompozytora, instrumentalisty oraz producenta.
W marcu 2020 wspólnie z Kazikiem Staszewskim nagrał album Zaraza, który dzięki utworowi „Twój ból jest lepszy niż mój” stał się ogólnopolskim hitem i w przedsprzedaży zdobył status złotej płyty. Na Zarazie zagrał na gitarze akustycznej, gitarze elektrycznej, basie i perkusji.
Piosenka „Twój ból jest lepszy niż mój” została jako singiel wydana 8 maja 2020 a 15 maja 2020 znalazła się na pierwszym miejscu 1998. notowania listy przebojów Programu Trzeciego, które zostało następnie unieważnione przez dyrekcję Polskiego Radia Program III. 16 maja 2020 wyniki notowania zniknęły z internetowej strony stacji. Tomasz Kowalczewski, dyrektor i redaktor naczelny stacji, w wydanym 16 maja 2020 oświadczeniu stwierdził, jakoby złamano regulamin listy, wprowadzając utwór spoza zestawu do głosowania oraz dokonano manipulacji przy liczeniu oddanych głosów. Wskutek tego zdarzenia prowadzący od 35 lat listę Marek Niedźwiecki podał do publicznej wiadomości informację o swoim odejściu z Polskiego Radia, motywując je pomówieniem go o nieuczciwość w przygotowaniu audycji. Kowalczewski zawiesił następnie dziennikarza Bartosza Gila, odpowiedzialnego za liczenie głosów słuchaczy, gdy ten nie zgodził się na podpisanie oświadczenia, że ostatnie notowanie Listy Przebojów Radiowej Trójki zostało zmanipulowane.
Cyklicznie za pośrednictwem swoich mediów społecznościowych, Wojtek Jabłoński promuje akcje muzyczne z udziałem fanów pod nazwą JAM SESSION. Akcje polegają na dograniu się dowolnym instrumentem do podkładu zagranego przez Wojtka, a ze wszystkich nadesłanych nagrań powstaje wspólny utwór. Pierwsza kompozycja z tej serii ukazała się w połowie 2020 roku pod nazwą Wakacyjne Jam Session. Kolejna Zimowe Jam Session oraz Akustyczne Jam Session ukazały się w 2021 roku. W sumie w obu inicjatywach zagrało ponad 100 muzyków często amatorów.
31 lipca 2020 roku ukazała się piosenka do filmu „25 lat niewinności. Sprawa Tomka Komendy” pod tytułem „25 lat niewinności”, z muzyką Wojciecha Jabłońskiego, słowami i wokalem Kazika Staszewskiego.
Wojciech Jabłoński jest ojcem Bartłomieja.

## Dyskografia
Kult
- 2009: „Marysia”
- 2009: Hurra!
- 2010: MTV Unplugged
- 2013: Prosto
- 2016: Wstyd
- 2017: Made in Poland[3]
- 2017: Made in Poland II[4]
- 2021: Ostatnia płyta[5]
- 2023: XLI

Kazik Staszewski

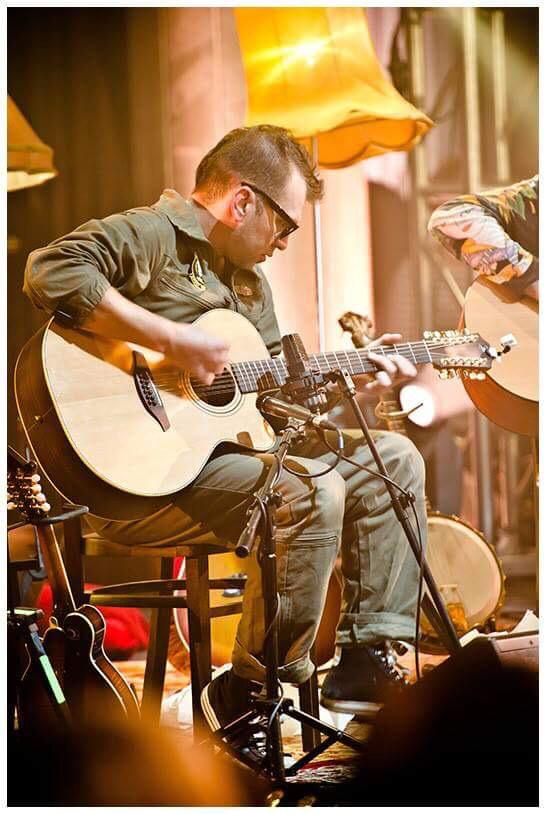
Koncert zespołu Kult MTV unplugged 2010

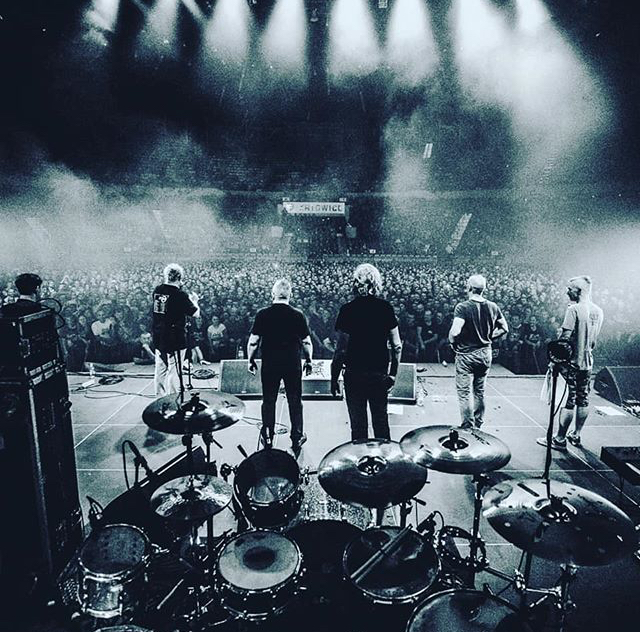
Koncert zespołu Kult w Katowicach w Spodku, 2018

- 2003: Piosenki Toma Waitsa (perkusje, głos, gitara, kotły)
- 2004: Czterdziesty pierwszy (perkusja, gitary)
- 2005: Los się musi odmienić (gitara, perkusja)
- 2020: Zaraza

Buldog
- 2005: „Singiel”
- 2006: Płyta
- 2007: „Elita”
- 2010: Chrystus miasta
- 2011: Laudatores Temporis Acti

Muzyka filmowa
- 2005: Rozdroże Cafe
- 2011: Czarny czwartek (ścieżka dźwiękowa)
- 2012: Yuma (ścieżka dźwiękowa)

Kasia i Wojtek
- 2008: Kasia i Wojtek
- 2015: Kasia i Wojtek Sezon 2